# Lipowka (obwód woroneski)
Lipowka (ros. Липовка) – wieś (sieło) w Rosji, w obwodzie woroneskim, w rejonie bobrowskim. W 2010 liczyła 803 mieszkańców.